# 鹿角兰
鹿角兰（学名：Pomatocalpa spicatum）为兰科鹿角兰属下的一个种。